# Гіларі Бертон
Гі́ларі Бе́ртон-Мо́рган (англ. Hilarie Ross Burton-Morgan; нар. 1 липня 1982, Стерлінг, Вірджинія, США) — американська акторка. В Україні відома як виконавиця ролі Пейтон Соєр у серіалі «Школа виживання» та Сари Елліс у серіалі «Білий комірець».

## Біографія
Народилась 1 липня 1982 року в місті Стерлінг, округ Лаудун, штат Вірджинія. Закінчила місцеву державну школу «Парк В'ю» (англ. Park View High School), відвідувала лекції Нью-Йоркського університету та Фордхемського університету.

## Кар'єра
Її першим проривом на телебаченні була робота віджеєм у телевізійному шоу Total Request Live на MTV, працюючи в якому, Бертон брала інтерв'ю в найзнаменитіших людей Голлівуду, від Анджеліни Джолі до Брітні Спірс. Також брала участь у телевізійному серіалі «Затока Доусона», де її помітили і запросили у серіал «Школа виживання», роль у якому принесла їй всесвітню славу.

## Фільмографія
| Рік       |    | Українська назва                           | Оригінальна назва                            | Роль                       |
| --------- | -- | ------------------------------------------ | -------------------------------------------- | -------------------------- |
| 2020      | с  |                                            | Council of Dads                              | Марго                      |
| 2018      | тф | Різдвяний контракт                         | The Christmas Contract                       | Джолі                      |
| 2016—2017 | с  | Смертельна зброя                           | Lethal Weapon                                | Карен Палмер               |
| 2016      | тф | Літня вілла                                | Summer Villa                                 | Террі Рассел               |
| 2016      | с  | Спільність                                 | Togetherness                                 | Кеннеді                    |
| 2015      | тф | Останній шанс для Різдва                   | Last Chance for Christmas                    | Енні                       |
| 2015      | с  | Екстант                                    | Extant                                       | Анна Шефер                 |
| 2015      | ф  | Хороші хлопці                              | Good Ol' Boy                                 | Ненсі Бруннер              |
| 2014—2015 | с  | Вічність                                   | Forever                                      | Айона Пейн / Моллі Доуес   |
| 2015      | тф | Здивований любов'ю                         | Surprised by Love                            | Джозі Макфілд              |
| 2014      | ф  | Чорноокий собака                           | Black Eyed Dog                               |                            |
| 2013      | тф | Список                                     | The List                                     | Медді Сото                 |
| 2013      | тф | Різдво в байу                              | Christmas on the Bayou                       | Кетрін                     |
| 2013      | с  | Заручники                                  | Hostages                                     | Саманта                    |
| 2013      | с  | Анатомія Грей                              | Grey's Anatomy                               | Д-р Лоне Босвелл           |
| 2010—2013 | с  | Білий комірець                             | White Collar                                 | Сара Елліс                 |
| 2012      | тф | Чи був ти слухняним?                       | Naughty or Nice                              | Кріссі Крінгл              |
| 2012      | с  | Касл                                       | Castle                                       | Кей Каппуччо               |
| 2010      | ф  | Вартість крові                             | Bloodworth                                   | Хейзел                     |
| 2009      | кф | Історія справжньої любові хлопця і дівчини | The True-Love Tale of Boyfriend & Girlfriend | Хлопець                    |
| 2003—2009 | с  | Школа виживання                            | One Tree Hill                                | Пейтон Соєр / Пейтон Скотт |
| 2008      | с  | Маленька Британія (США)                    | Little Britain USA                           | Студентка-лесбійка         |
| 2008      | ф  | Таємне життя бджіл                         | The Secret Life of Bees                      | Дебора Овенс               |
| 2008      | ф  | Сонцестояння                               | Solstice                                     | Аліша                      |
| 2007      | ф  | Нормальна поведінка підлітків              | Normal Adolescent Behavior                   | Раян                       |
| 2007      | ф  | Список                                     | The list                                     | Джо Джонстон               |
| 2005      | ф  | Наш власний                                | Our Very Own                                 | Боббі Честер               |
| 2002      | с  | Затока Доусона                             | Dawson's Creek                               | грає себе                  |